# Scultura greca

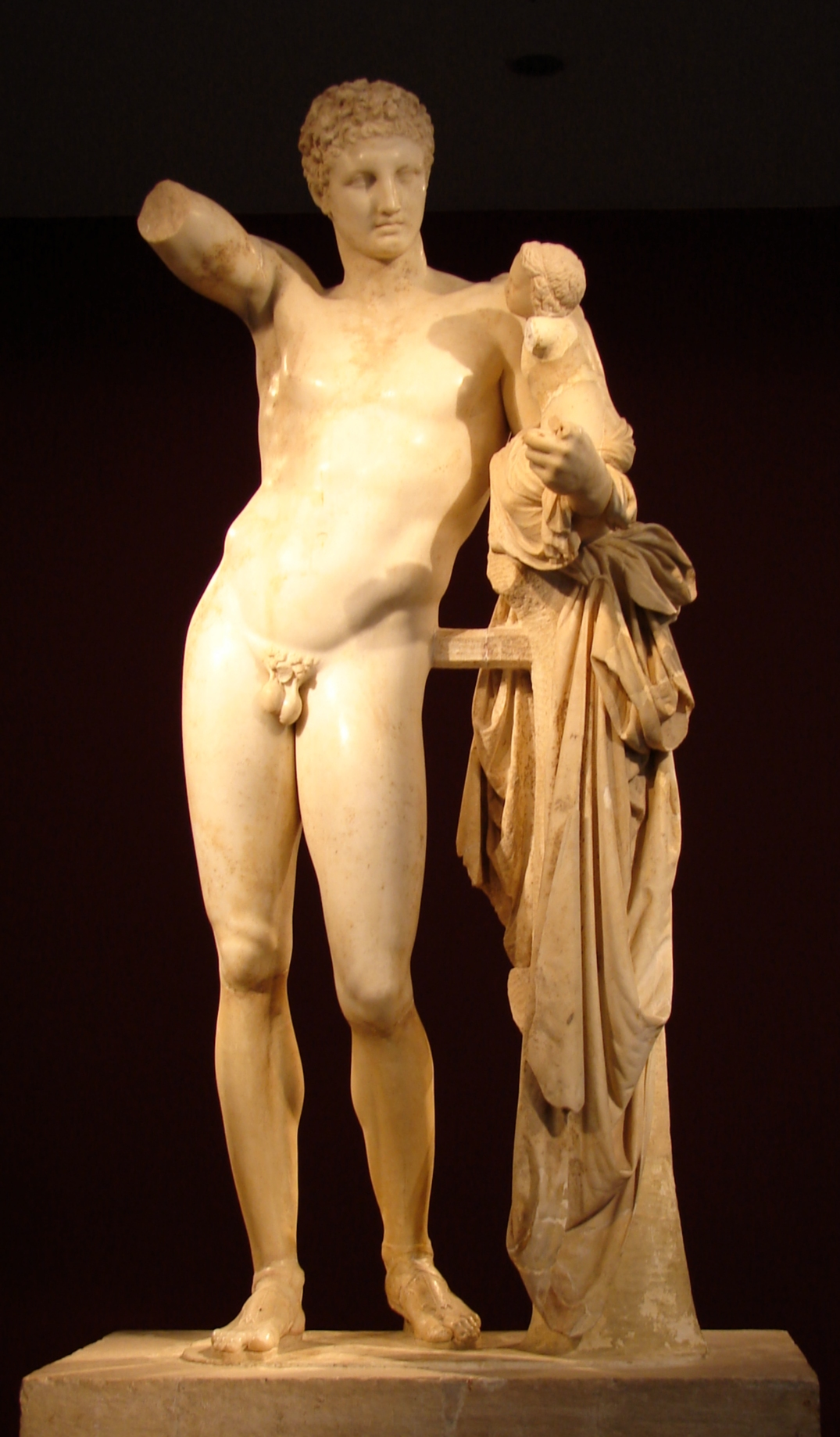
Prassitele, Hermes con Dioniso, metà del IV secolo a.C. circa

La scultura è probabilmente l'aspetto più conosciuto dell'arte greca. Ciò è dovuto al maggior numero dei reperti archeologici pervenuti ad oggi rispetto, ad esempio, a quelli della pittura che ha una minore resistenza dei materiali impiegati. Tuttavia, solo una piccola parte della produzione scultorea greca è giunta fino a noi. Molti dei capolavori descritti dalla letteratura antica sono ormai perduti, gravemente mutilati, o ci sono noti solo tramite copie di epoca romana. A partire dal Rinascimento, molte sculture sono inoltre state restaurate da artisti moderni, a volte alterando l'aspetto e il significato dell'opera originale.

## Uso, tecniche e materiali

### Scultura monumentale
L'arte in Grecia era prevalentemente collegata alle esigenze del culto, almeno nei tempi più antichi, e così anche la scultura, benché non mancassero monumenti commemorativi per le vittorie in battaglia ad esempio. Le grandi realizzazioni artistiche avvenivano per commissione da parte della comunità religiosa o statale, tuttavia in Grecia il privato cittadino, che concepiva l'arte come offerta in onore degli dei o dei defunti, poteva investire le proprie pur modeste risorse per dedicare opere nei santuari mentre nelle civiltà orientali l'iniziativa dei privati nel campo dell'arte rimase del tutto sconosciuta. Le statue testimoniavano della continua presenza del devoto, benché slegate da ogni riferimento personale restando concepite secondo una tipologia astratta, quella del kouros o della kore. I temi erano gli stessi che venivano svolti nelle altre arti, la figura umana, il mito e le scene di vita quotidiana mentre la rappresentazione delle battaglie storiche avveniva in prevalenza tramite i racconti mitici e solo raramente in modo diretto, come invece avveniva presso egizi ed assiri. I materiali più usati erano la pietra (marmo o calcare), il bronzo, il legno, la terracotta, ecc.
Nei periodi più antichi le sculture in pietra erano eseguite con la diretta scalpellatura; gli strumenti impiegati erano la subbia, il trapano e i vari scalpelli, tutti azionati con la mazzuola. Il trasporto dei blocchi di pietra era problematico e dispendioso quindi le statue monumentali erano tagliate nella loro forma approssimativa nelle cave dove venivano abbandonate se mostravano rischi di frattura e dove sono rimaste fino ai nostri giorni. Teste e braccia, se non aderivano al corpo, erano scolpite separatamente e unite in seguito con cavicchi di metallo e cunei di pietra, di solito annegati nel piombo fuso, mentre i pezzi più piccoli potevano essere attaccati con cemento. Queste sculture erano sempre dipinte essendo il colore un aspetto della realtà fenomenica come ogni altro e oltre ad essere colorate le statue erano impreziosite con l'aggiunta di accessori di diverso materiale: si inserivano occhi di pietra colorata, pasta vitrea o avorio; riccioli di metallo, diademi, orecchini e collane; lance, spade, redini e briglie; materiale per lo più perduto e di cui resta traccia nei fori di sostegno.
Con l'aumento delle dimensioni delle opere, durante il VII secolo a.C., le statue bronzee cominciarono ad essere prodotte con la tecnica della fusione cava che fin da tempi antichissimi era stata praticata in Egitto e che si diffuse nel corso del VI secolo a.C. Furono usate sia la tecnica a cera persa sia quella a matrice insabbiata. In quest'ultimo procedimento la figura era di solito realizzata in sezioni, il modello era di legno invece che di cera e veniva affondato in un recipiente colmo di sabbia umida dove lasciava l'impronta per la fusione. Contrariamente a quanto avveniva per la statuaria in pietra, ai bronzi veniva lasciato il colore naturale, ma come si è visto, illuminato coloristicamente da inserti in altro materiale.
Statue in terracotta e rilievi di grande dimensione sono stati trovati a Cipro, in Etruria, in Sicilia e nell'Italia meridionale dove il marmo era scarso. Nel periodo più antico le statue di terracotta erano formate con rotoli di argilla a formare le pareti esterne; per prevenire la deformazione e il restringimento durante la cottura, l'argilla era unita a sabbia e a pezzi di argilla cotta. In epoca ellenistica e romana fu più comune l'uso dello stampo.
Soltanto a metà del XX secolo ritrovamenti archeologici hanno svelato il procedimento della tecnica crisoelefantina.

### Piccola plastica e "arti minori"

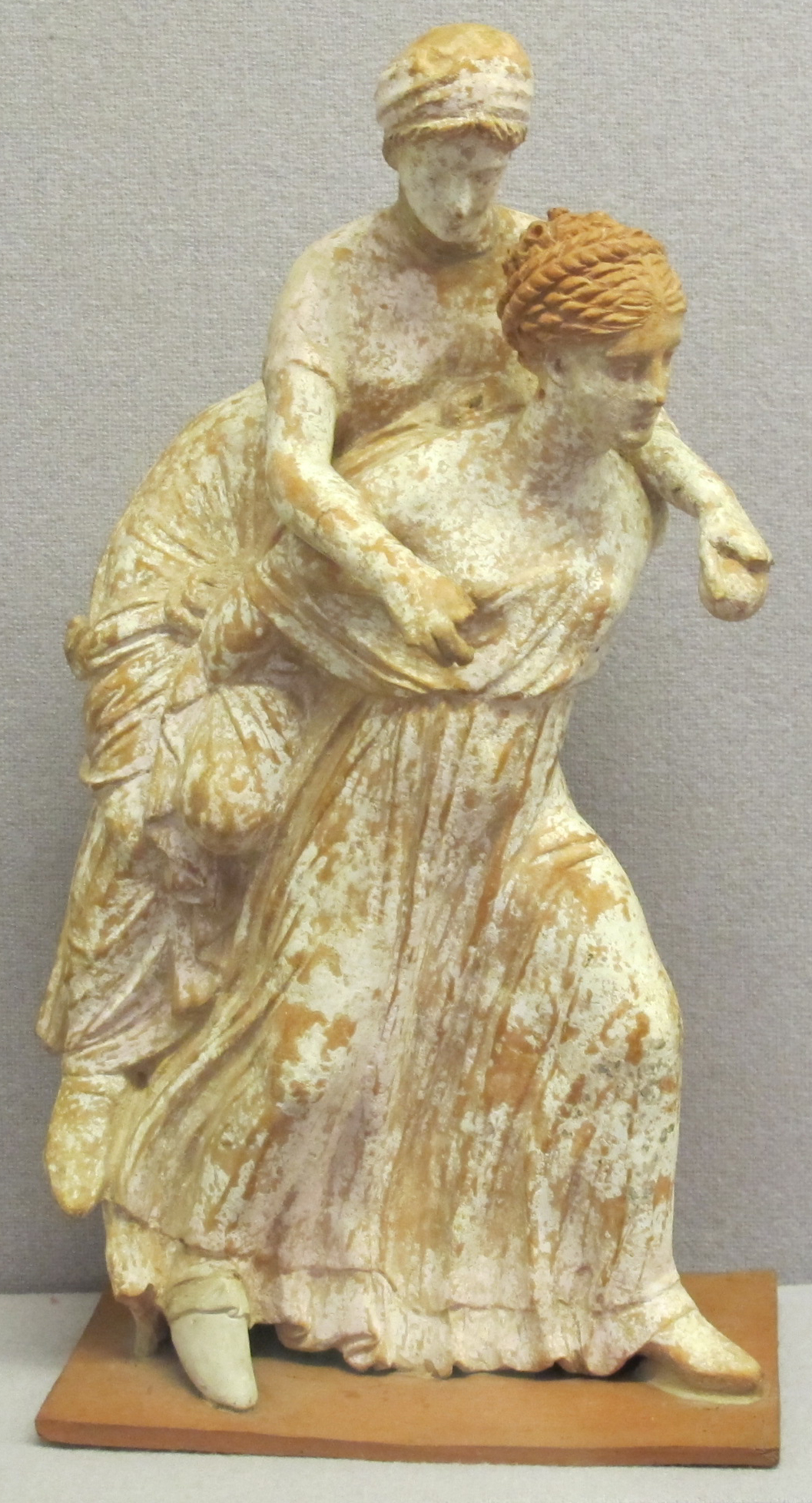
Corinto, due fanciulle che giocano a Ephedrismos, fine IV-inizio III sec. ac., terracotta

Per gli oggetti d'arte di piccole dimensioni i greci usarono, oltre ai materiali già citati, avorio, osso, oro, argento; molti degli oggetti che ci sono giunti isolati e scollegati erano in origine parti decorative di tripodi, vasi, specchi ed altri utensili e in questi casi presentano solitamente dei fori attraverso cui venivano collegati agli oggetti a cui appartenevano; altre volte erano offerte nei santuari e potevano presentare ganci per essere appesi. Molte statuette ci sono giunte poiché venivano ammassate nei fossati di scarico nei santuari, probabilmente per far posto a nuovi ex voto, dove sono rimaste seppellite sino ai nostri giorni.
Gli oggetti di metallo di piccole dimensioni venivano ottenuti per lo più tramite fusione solida, meno laboriosa di quella cava. Le statuette erano fuse insieme alle proprie basi o avevano perni in fondo alle gambe che permettevano di inserirle nelle basi corrispondenti. Il metallo preferito dai greci per la fabbricazione di oggetti decorativi era il bronzo in differenti leghe, seguito dall'argento e dall'oro. Negli inventari dei templi greci, i vasi e gli utensili di argento e bronzo appaiono costantemente catalogati, ma gli oggetti più preziosi divenivano ovviamente bottino di guerra e non sono giunti sino a noi. Gli scavi nei santuari hanno restituito soprattutto armature, parti di finimenti e arredi domestici vari, con motivi decorativi a sbalzo, graffiti o a tutto tondo. Le tecniche usate erano diverse: nel repoussé o sbalzo un foglio di metallo posto su un fondo di bitume solido era ribattuto sia nel diritto sia nel rovescio, nella martellatura il foglio di metallo veniva battuto dal rovescio in uno stampo in cui era scavato il modello, nella punzonatura la figura del conio era pressata direttamente sul metallo. Le incisioni avvenivano con strumenti di varia forma a seconda del disegno che si desiderava ottenere; era usato anche l'intarsio con pietre colorate, vetro, avorio, o altri metalli sempre allo scopo di ottenere effetti di policromia.
Nella antica Grecia le gemme incise venivano usate dai ceti abbienti come sigilli o segni di identificazione, a volte anche ufficialmente per cui il loro uso può essere menzionato nelle iscrizioni. Negli elenchi dei tesori dei templi del V e del IV secolo a.C., per esempio del Partenone, le gemme sono ricordate tra le offerte votive.
Il materiale preferito dai greci per la produzione dei gioielli era l'oro, ricavato dai greti dei fiumi dell'Asia Minore, della Tracia e della Russia. Le possibilità di lavorazione erano molte: modellazione, fusione, repoussé, incisione, granulazione, filigrana, agemina e cesello, tecniche apprese probabilmente dai gioiellieri dell'Egitto e della Mesopotamia. Anche l'argento venne largamente utilizzato e l'elettro, una lega naturale di oro e argento assai usata nella gioielleria dell'epoca arcaica. Materiali meno preziosi come bronzo, ferro, piombo e terracotta venivano usati per anelli e braccialetti posti nelle tombe in sostituzione degli oggetti preziosi. Fonti primarie sono ovviamente i pezzi trovati nelle tombe e nei santuari, ma hanno fornito altri utili particolari le iscrizioni, come gli inventari dei templi o gli atti sacerdotali che sono riaffiorati dagli scavi; era infatti consuetudine rituale offrire agli dei ornamenti preziosi e oggetti in oro e argento anche quando, in tempi relativamente poveri come nella Grecia continentale dell'epoca arcaica, simili oggetti non venivano indossati. Inoltre nell'antichità i templi servivano spesso da tesori e vi erano custoditi oggetti preziosi che potevano essere fusi in epoche di emergenza. Analogamente agli altri settori dell'arte, anche i gioielli greci mutano attraverso i vari periodi: dapprima le figure antropomorfe e zoomorfe compaiono in forma schematizzata, poi secondo tipi convenzionali, infine in modo maggiormente naturalistico; allo stesso modo variano le composizioni che da semplici assumono col tempo maggiore complessità.

## Periodi

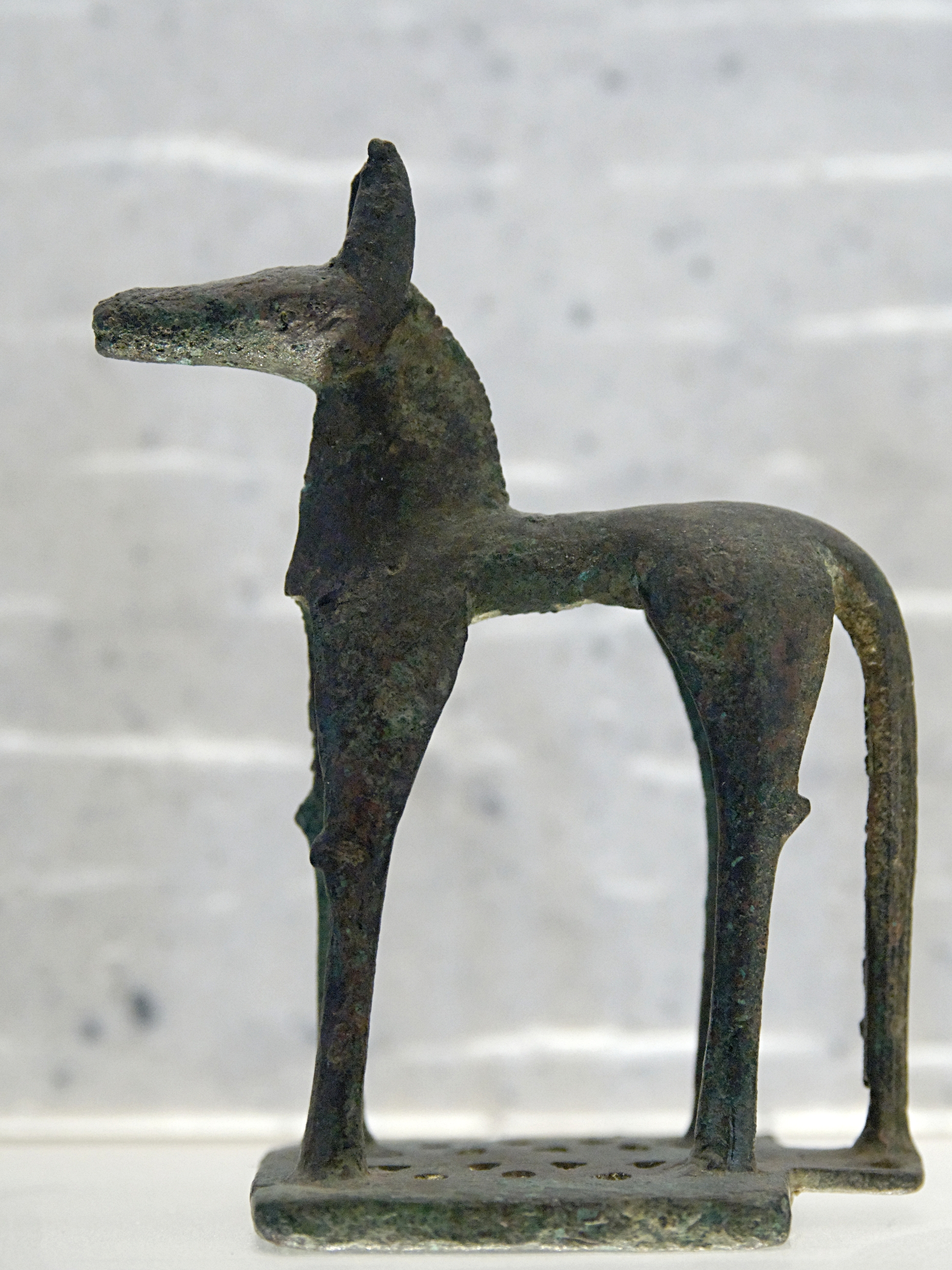
Statuetta di cavallo (Olimpia), 740 a.C., bronzo, h 8,7 cm, Museo del Louvre Br 86.

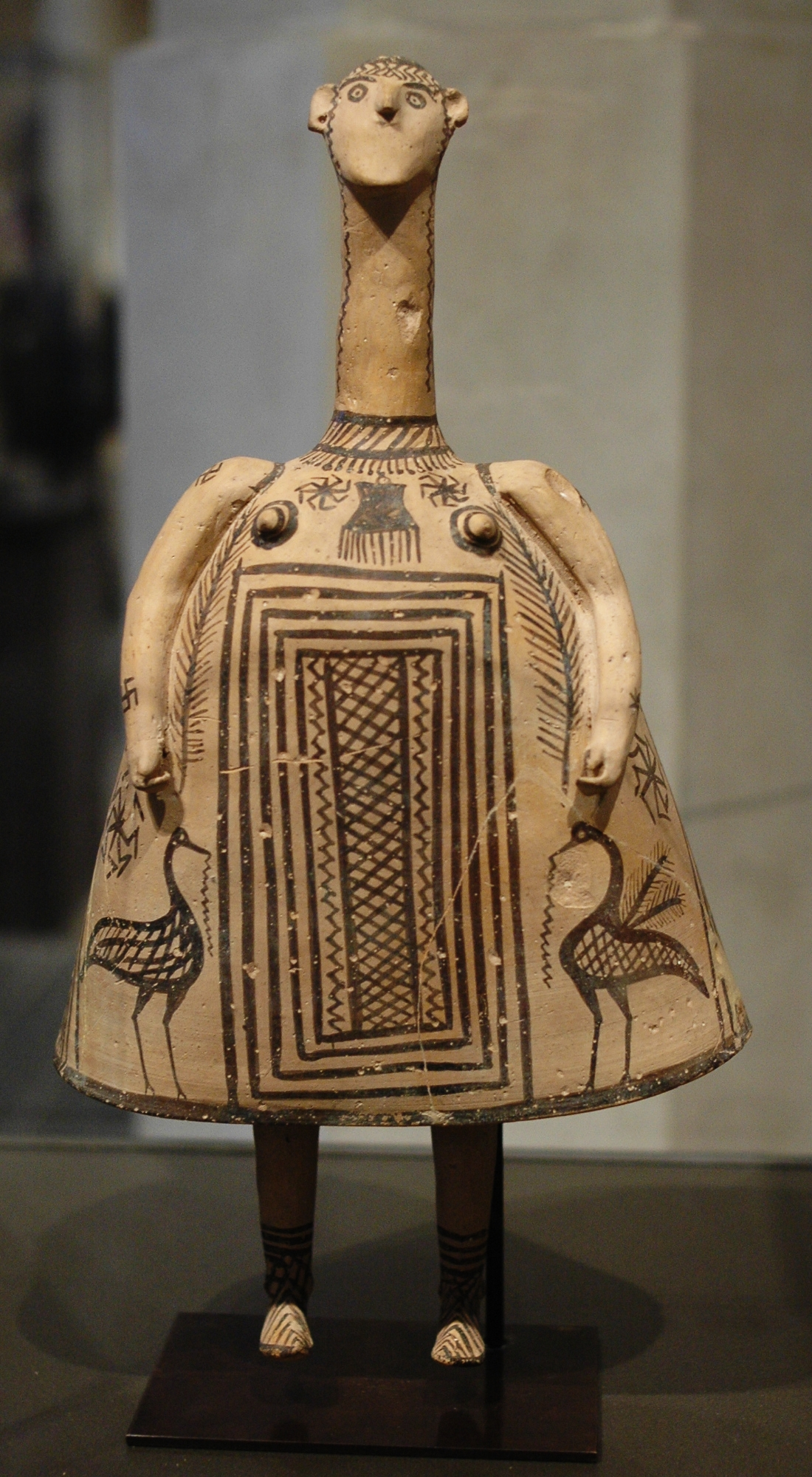
Statuetta campaniforme (Tebe), VII secolo a.C., terracotta, h 39,5 cm, Museo del Louvre CA 573.

Tradizionalmente si distinguono nella scultura greca cinque periodi:
1. il periodo dedalico (VII secolo a.C.)
2. il periodo arcaico (VI secolo a.C., fino al 480 a.C., distruzione da parte dei Persiani delle mura dell'Acropoli di Atene)
3. il periodo severo (480-450 a.C. circa), rappresentato da scultori quali Mirone
4. il periodo classico (V secolo a.C., fino al 323 a.C., morte di Alessandro Magno), rappresentato da Policleto, Fidia, Prassitele, Skopas e Lisippo
5. il periodo ellenistico (dalla morte di Alessandro Magno nel 323 a.C. alla conquista romana del 146 a.C.)

La scultura presenta caratterizzazioni regionali progressivamente meno accentuate: benché realizzate soprattutto nella Grecia continentale, le opere arcaiche e soprattutto classiche si sono ampiamente diffuse per le vie del commercio marittimo nei secoli successivi. In epoca ellenistica le opere sono invece spesso prodotte ed utilizzate localmente, con la creazione di diverse scuole regionali.

### Le origini
Della plastica che risale all'arte geometrica ci restano statuette in bronzo a fusione solida che rappresentano figure umane o animali (cavalli, buoi, cervi, uccelli, ecc.). Appartengono all'VIII secolo a.C. le figure in azione, i gruppi, i guerrieri all'assalto e gli aurighi, ma anche le figure di suonatori e di artigiani. Un discreto numero di bronzetti che ripropongono la tipologia del guerriero, a volte a cavallo o su carro da guerra, proviene dal santuario di Olimpia ed è oggi conservato al Museo archeologico locale. Al Metropolitan Museum of Art di New York si trova invece un gruppo bronzeo (metà dell'VIII secolo a.C., h 11 cm) per il quale è stata proposta la lettura di una lotta tra Zeus e un Titano (il gruppo comprende una figura umana e una figura metà uomo e metà cavallo): la commistione delle nature starebbe già in quest'epoca ad indicare i primigeni nemici degli dei e dell'ordine. Nei Musei Statali di Berlino si trova un cavallo, sempre appartenente all'VIII secolo a.C., che in particolar modo, tra tanti altri esempi simili, mostra il raggiungimento di una struttura quasi organica ma del tutto arbitraria rispetto alla reale morfologia equina: forme arrotondate delle membra, corpo filiforme e giunture aguzze. Tra le opere di maggiore importanza un bronzetto rappresentante Apollo o Ares proveniente dall'Acropoli di Atene (altezza 20 cm, conservato nel Museo archeologico nazionale di Atene, 6613), con arti tubolari e torso triangolare, con vita sottile e testa con grandi occhi spalancati.
L'argilla fu largamente usata dai greci per le piccole statuette votive dipinte. Già comuni nell'epoca micenea, se ne trovano in abbondanza a partire dall'VIII secolo a.C. divenendo una delle produzioni costanti nel mondo greco, dove l'argilla era largamente reperibile. Le terrecotte del periodo geometrico e di quello immediatamente successivo, trovate nelle tombe e nei santuari, hanno le stesse forme schematizzate degli altri prodotti dello stesso periodo e mostrano scarsissima attenzione per gli elementi strutturali anatomici; per lo più modellate a mano, alcune hanno la testa ricavata da una matrice, o sono interamente eseguite a stampo; cavalli, cavalieri e uccelli sono i motivi prevalenti; talvolta servivano come anse sui coperchi dei vasi o come elementi decorativi per altri oggetti d'uso o votivi. Il capolavoro della plastica fittile proto-geometrica è una statuetta a forma di centauro, rinvenuta in una tomba, datata tra X e IX secolo a.C., di Xeropolis (Lefkandi) nell'isola di Eubea. Il corpo equino è un cilindro cavo orizzontale modellato al tornio e decorato con motivi geometrici dipinti. Si tratta di un centauro e probabilmente brandiva un ramo o un albero, l'arma tipica della specie. Potrebbe trattarsi di Chirone, il saggio precettore degli eroi (la mano destra del centauro ha sei dita, segno di saggezza nell'antichità); reca un taglio al ginocchio sinistro, una ferita subita in battaglia, o un rimando ad Eracle che nella leggenda ferisce per sbaglio al ginocchio Chirone. Appartengono al periodo geometrico le figurine provenienti dalla Beozia con corpi a forma di campana, lunghi colli e teste appiattite: il corpo era modellato al tornio ma il resto della figura veniva plasmato a mano e le vesti potevano recare dipinti motivi ornamentali, uccelli o altri animali. Altri esempi di piccola plastica in terracotta sono due teste fittili, un guerriero e un personaggio femminile, provenienti da Amicle (Sparta) conservate nel Museo archeologico nazionale di Atene, che mostrano affinità con i bronzetti ateniesi e testimoniano dell'influenza artistica di Atene sul Peloponneso in questo periodo.
In avorio furono realizzate quattro piccole figure femminili nude rinvenute in una tomba del Dipylon ad Atene (ora nel Museo archeologico nazionale), datate intorno alla metà dell'VIII secolo a.C. Traggono ispirazione da modelli orientali, ma il modellato morbido del corpo, la cura nella descrizione dei particolari, come le ciocche di capelli sulla schiena, sono innovazioni ateniesi.
Le gemme greche servivano soprattutto come sigilli o marchi di identificazione e in epoca geometrica riflettono il carattere ancora primitivo di questa civiltà e la cesura per quanto riguarda i rapporti con la cultura micenea: rappresentazioni vivaci e naturalistiche nella glittica micenea lavorate al tornio su pietre dure, disegni lineari lavorati a mano sulla steatite tenera nelle gemme greche. La forma dei grani poteva essere conica, a cupola, angolare e arrotondata come in Siria, oppure a cilindro. Erano tutti perforati per essere portati sospesi a un filo. Solo durante l'VIII secolo a.C., cominciano ad apparire figure umane, animali o vegetali, ma sempre in forme schematizzate.
Relativamente pochi sono i pezzi di gioielleria appartenenti a questo periodo che sono stati trovati negli scavi dell'Attica, del Peloponneso e di altre località greche. Si tratta per lo più di strisce di metallo con elementi decorativi a sbalzo, fibule con motivi ornamentali incisi, spilloni e collane dotate di pendagli di forma elementare.

### Periodo orientalizzante (dedalico)

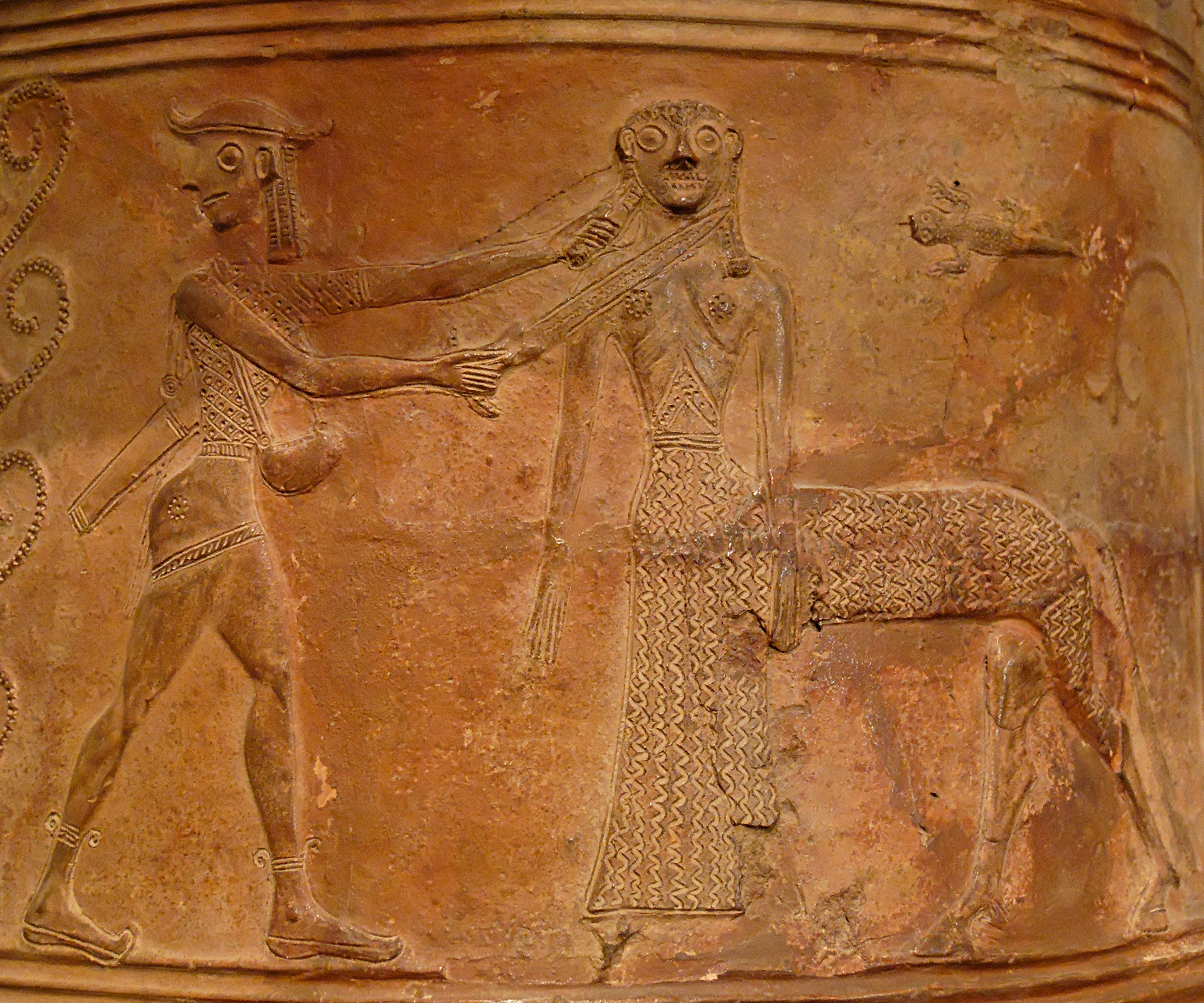
Perseo e la Gorgone, dettaglio di un pithos orientalizzante a rilievo (Tebe). Terracotta stampata e incisa, arte cicladica, metà del VII secolo a.C., h 151 cm. Parigi, Louvre CA795

Con il termine orientalizzante si indica un periodo dell'arte greca, successivo a quello geometrico, caratterizzato da un intensificarsi dei rapporti con l'oriente e dell'influenza orientale, i quali si manifestano con l'importazione e la rielaborazione locale di oggetti, materiali e tecniche dalle quali scaturisce infine un nuovo corso dell'arte greca in ogni sua manifestazione, dalla toreutica alla ceramica. In questo secolo di grandi trasformazioni, il VII a.C., la scultura propriamente detta dedalica corrisponde all'ultima fase, quella che vede in Grecia la nascita dell'arte monumentale. Col dedalico si sostituiscono alle forme esuberanti del primo periodo orientalizzante, un sistema di proporzioni e una nuova concezione unitaria della forma.
Plinio attribuisce al sicionio Butades l'invenzione del rilievo in terracotta; egli avrebbe per primo decorato con tali rilievi la terminazione delle tegole (Nat. hist., XXXV, 151); le prime antefisse in terracotta comparvero intorno al 650 a.C., decorate a rilievo e dipinte con protomi femminili, mentre metope e sime venivano dipinte. Decorazioni in terraccotta dipinta occuparono nella stessa epoca lo spazio triangolare dei frontoni, con lastre che nel secolo successivo inizieranno ad essere realizzate in pietra. Esempi di queste decorazioni plastiche e pittoriche sono le antefisse e le metope dipinte, opere di maestranze corinzie, provenienti dal Tempio di Apollo a Thermos e dal santuario di Calidone (entrambe in Etolia), ora al Museo archeologico nazionale di Atene, datate intorno al 630-620 a.C.
In Beozia si continuarono a produrre statuine in terracotta: carri e cavalli, contadini e aratri. Alla fine dell'VIII secolo a.C. era comparsa la tecnica delle matrici, importata dall'oriente, e nel secolo seguente si assistette ad una vasta produzione di oggetti a stampo, in particolare a Gortyna (Creta) e a Corinto. Da Creta provengono numerose tavolette di terracotta (pinax) con immagini di guerrieri e divinità femminili; si trovano anche gruppi mitologici e tra i più noti è il pinax, rinvenuto nel tempio di Atena a Gortyna, rappresentante l'uccisione di Agamennone da parte di Clitennestra ed Egisto (seconda metà del VII secolo a.C., h 8 cm, al Museo archeologico di Iraklio): una scena rappresentata con grande efficacia drammatica attraverso la sapiente disposizione dei personaggi nello spazio. Anche i pithoi presentano di frequente decorazioni figurate a rilievo.
Rappresentazioni a rilievo e protomi fuse venivano applicate sui grandi recipienti in bronzo e rilievi figurati su lamine metalliche ornavano i grandi donari nei santuari.
Tipici esempi di arte orientalizzante sono gli scudi (circa 700 a.C.) trovati a Creta, decorati con rilievi a sbalzo di mostri e animali. Tra le armature rinvenute nei diversi santuari della Grecia appartiene a questo periodo il retro di un pettorale trovato ad Olimpia (chiamato Corazza Crow, seconda metà del VII secolo a.C., h 37 cm, Museo archeologico nazionale di Atene): reca incisioni di animali e mostri oltre a una scena di gruppo che è stata identificata come un incontro tra Zeus e Apollo. Teste di grifone sono state rinvenute in modo diffuso: l'animale fantastico di origine orientale viene sottoposto in territorio greco alle leggi organiche cui vengono sottoposti cavalli e altri animali domestici; tra le varie serie gli esemplari argivi sembrano distinguersi per questa nitidezza e incisività formale.
L'influenza orientale si avverte anche nella produzione delle gemme incise; mentre nel Peloponneso si diffonde l'uso dei sigilli in avorio, nelle isole il revival miceneo conduce a forme più arrotondate e alle stesse tecniche micenee come la lavorazione al tornio delle pietre dure.
Sempre nella Grecia insulare e orientale sono frequenti le piastre d'oro e d'argento, probabili elementi appartenenti a collane o altri gioielli, decorate a sbalzo con immagini di centauri o con temi legati alla Potnia Theron. Frequenti nelle isole anche le rosette di elettro e argento finemente lavorate con al centro una testa di grifone, o altri elementi figurativi. Il tema del grifone torna negli orecchini provenienti da Rodi e da Milo.
Le botteghe dei santuari proseguono inoltre la produzione di piccole sculture in avorio, uno dei materiali importati dall'oriente insieme alla sua tecnica di lavorazione, che venivano spesso utilizzate come decorazione per oggetti e mobili.

### Scultura arcaica

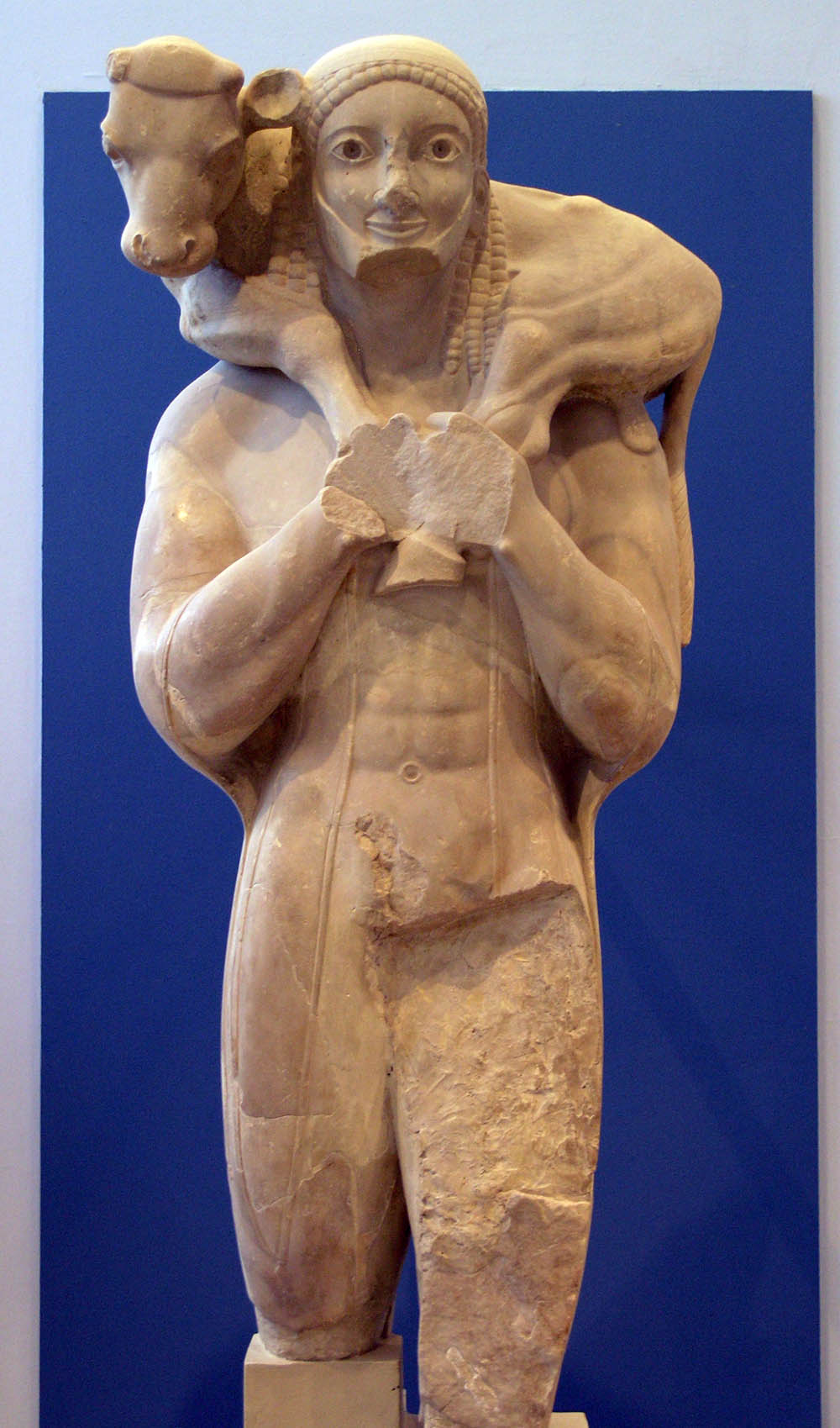
Il Moscoforo. Atene, Museo dell'Acropoli

In quest'epoca la produzione più abbondante è quella dei kouroi ("ragazzi") e delle korai ("fanciulle"), figure umane giovanili, rispettivamente maschili e femminili, al culmine dello sviluppo intellettuale e fisico, non ancora toccato dalla decadenza. Le forme e le movenze del corpo sono semplificate e ridotte, le statue sono stanti (in piedi), spesso a grandezza naturale o quasi naturale, con una gamba avanzata (generalmente la sinistra) ad indicare il movimento, ma ancora irrigidite in posa ieratica e con il tipico sorriso arcaico. La nudità deriva probabilmente dalla consuetudine degli atleti di gareggiare nudi. Le statue potevano essere poste in un santuario, dono della comunità o di un privato alla divinità, potevano rappresentare il dio stesso, il dedicante, o soltanto un'immagine umana bella e perfetta; potevano essere poste in una tomba e potevano essere immagini del defunto benché spersonalizzate; anche i vecchi potevano avere nella loro sepoltura un kouros, ne abbiamo fonti epigrafiche.
Venivano utilizzati il marmo pario o la pietra locale o, ancora, la terracotta: le tecniche di fusione del bronzo, infatti, non consentivano ancora la realizzazione di statue di grandi dimensioni. Le opere erano nella maggior parte dipinte, anche a colori vivaci, in contrasto con l'aspetto candido che hanno attualmente dopo la perdita dei pigmenti e che ha formato l'estetica neoclassica.
Della scultura arcaica si è soliti distinguere alcune correnti in rapporto alle varie zone della Grecia antica: la dorica, l'attica e la ionica. La prima che scolpisce corpi massicci, simmetrici, schematizzati, a volte tozzi, la seconda più slanciata ed elegante, che si qualifica per una maggiore attenzione alla linea e alle vibrazioni luministiche, la terza che infine sintetizza le due precedenti ricerche stilistiche, esprimendo un naturalismo intento a mettere in rapporto la statua con lo spazio circostante.
Un aspetto importante della scultura arcaica consiste nello sviluppo della decorazione architettonica che riguarda frontoni, metope e fregi e che procede di pari passo con i progressi effettuati dalla civiltà greca nell'ambito dell'architettura religiosa. Un altro grande ambito produttivo e particolarmente collegato agli aspetti sociali e politici del momento è quello delle stele funerarie, costituito da lastre decorate a rilievo o colonne sormontate da figure simboliche come le sfingi o da più semplici palmette. Alcuni dei nomi dei grandi scultori del periodo ci sono stati tramandati dalle fonti o ci hanno lasciato le loro firme sulle basi delle loro opere. Dalla Ionia e dalle Cicladi giungono i nomi di Geneleos di Samo e Archermos di Chio, a Rhoikos e Teodoro, scultori e architetti, la tradizione assegna l'introduzione nella bronzistica greca della tecnica a cera persa. Figura di collegamento tra la Grecia orientale e l'Attica è Aristion di Paros, mentre scultori pienamente attici furono Endoios e Antenore.

### Periodo severo

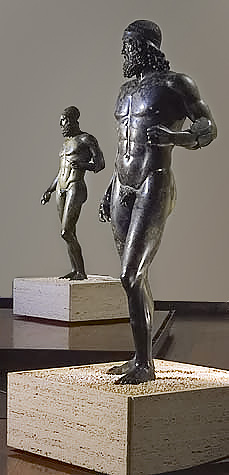
Bronzi di Riace

Verso la fine del VI secolo a.C. si diffonde a partire dal Peloponneso  uno stile che anticipa quello del periodo detto classico, e che viene definito severo o protoclassico. Esso contempla, tra l'altro, il definitivo superamento della tradizione arcaica secondo la quale il volto era costantemente atteggiato in un sorriso; grazie agli avanzamenti nella conoscenza della struttura anatomica umana, la testa diveniva tendenzialmente sferica, il volto tondeggiante e, di conseguenza, gli occhi e la bocca trovavano le giuste proporzioni e collocazioni. Diveniva possibile a partire dalle nuove possibilità tecniche atteggiare i volti all'espressione richiesta, avvicinando, anche in questo senso, la scultura ad una rappresentazione maggiormente naturalistica. La massa muscolare si distribuiva armoniosamente nella struttura corporea, spalle e busto si allargavano e si arrotondavano accrescendo la sensazione della potenza muscolare. L'arcata epigastrica si rilevava ad arco di cerchio, si assottigliavano le ginocchia e si slanciava l'insieme della figura.
Il materiale più usato per le sculture di questo periodo fu il bronzo, che implicava l'impiego di una tecnica adatta all'attitudine sperimentale dei maestri protoclassici. Le figure venivano prima modellate in argilla, concedendo una libera creazione e manipolazione dell'opera, poi venivano rivestite con uno strato di cera; quest'ultimo veniva nuovamente ricoperto di argilla per creare lo stampo dove poi andava colato il bronzo fuso (tecnica di fusione a cera persa).
I grandi bronzi del periodo severo sopravvissuti alla distruzione per il reimpiego del materiale sono: l'Auriga di Delfi, la testa proveniente da Cipro, già appartenente al Duca di Devonshire, e nota come Apollo Chatsworth, il Cronide, ritrovato in mare presso il Capo Artemision e almeno uno dei noti Bronzi di Riace. Sempre in bronzo, ma note solo tramite copie marmoree di età romana, erano le opere di Mirone quali il Discobolo e l'Athena e Marsia, che esemplificano gli esperimenti e le ricerche legate al movimento della figura, che acquisiva in questi anni l'aspetto di un movimento congelato nel tempo: si vedano anche il gruppo dei Tirannicidi, i frontoni di Egina e il frontone occidentale del tempio di Zeus a Olimpia.

### Periodo classico e tardo classico

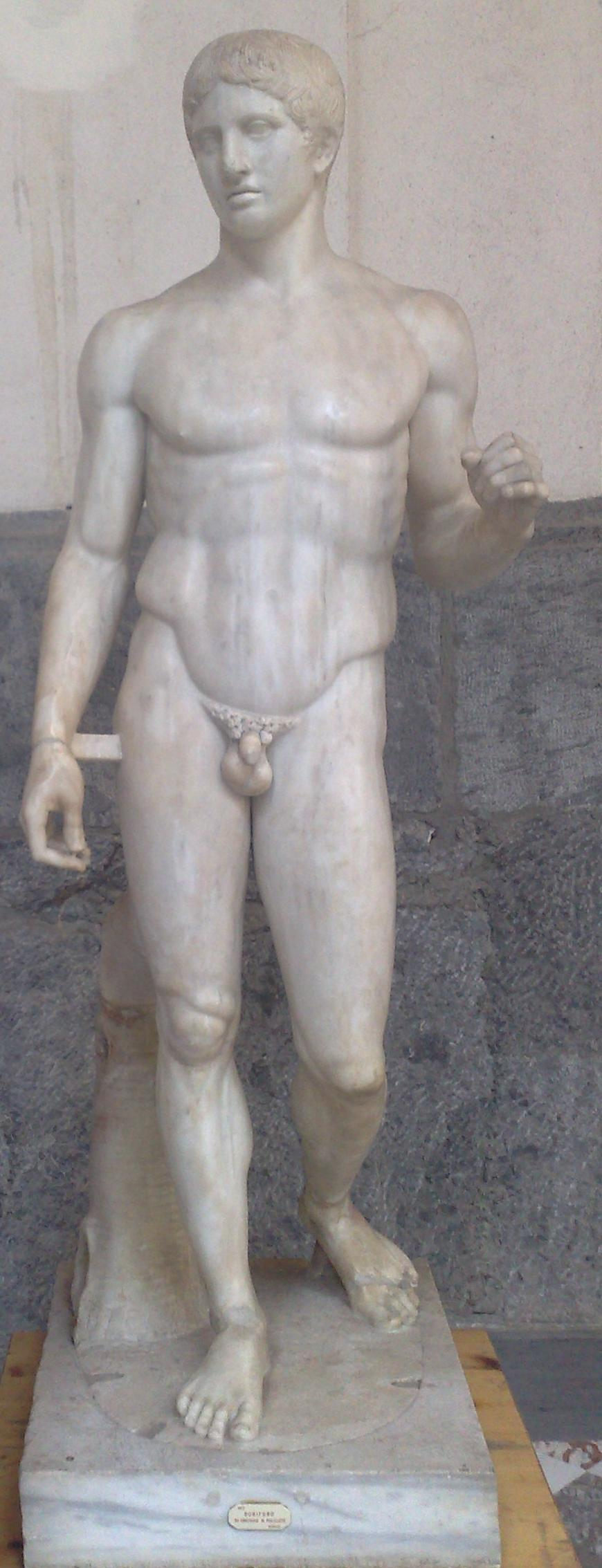
Doriforo. Copia di epoca romana da originale bronzeo della metà del V secolo a.C. attribuito a Policleto. Napoli, Museo archeologico nazionale 6011.

L'immagine della scultura del periodo classico che emerge alla metà del V secolo a.C. è esemplificata dalla decorazione scultorea del Partenone e dalle sculture di Policleto. La conoscenza dell'anatomia del corpo e la competenza tecnica permettono ormai agli scultori, che conosciamo quasi tutti per nome, di raffigurare dei ed eroi in pose più naturali e variate rispetto ai periodi precedenti. La maestria tecnica fa della scultura del V secolo la vetta più alta dell'estetica classica, che proseguirà nel secolo successivo, fino all'apertura verso nuove problematiche da parte di Lisippo.
Policleto, del quale possediamo solo copie, fissa in un trattato, anch'esso perduto, intitolato Kanon (canone), una regola per le proporzioni armoniose delle varie parti del corpo (Doriforo, Diadumeno).
Inizia la costruzione delle statue di culto monumentali e crisoelefantine, ossia rivestite di oro ed avorio, come la statua di Zeus a Olimpia (una delle sette meraviglie del mondo) nell'omonimo tempio o quella di Atena Parthenos nel Partenone, entrambe eseguite da Fidia. Nelle celebri sculture del Partenone l'artista crea un vero e proprio poema epico, tutte le parti hanno un chiaro nesso tematico e una continuità plastica senza precedenti. Dall'umanità contemporanea della processione, nel fregio ionico, all'umanità eroica del mito nelle metope, alla divinità nei frontoni. Il culmine è raggiunto proprio nelle divinità raffigurate sul frontone orientale che hanno vesti con fitto e ricco panneggio reso in modo estremamente naturalistico ("panneggio bagnato").
Dopo Fidia e il periodo postifidiaco, all'interno del quale si comprendono gli allievi e collaboratori di Fidia quali Alcamene, Agoracrito e Cresila, oltre ad altri artisti educati in ambiente differente come Demetrio, Callimaco e Peonio di Mende, si verifica un periodo di transizione esemplificato da figure come Cefisodoto il Vecchio, scultore di grande rilievo che si ritiene generalmente padre di Prassitele, e Timoteo.
Durante il periodo tardo classico (380-325 a.C.), la perdita di potere e ricchezza seguita alla sconfitta nella guerra del Peloponneso, non impedì ad Atene di continuare ad essere un importante centro culturale e artistico. Gli artisti tuttavia divengono in questo periodo grandi viaggiatori, chiamati dai poteri pubblici di piccole cittadine in crescita economica, o da ricchi cittadini privati. Lo scultore da sempre più acclamato del IV secolo a.C. è Prassitele e al suo fianco si pone Lisippo, l'artista preferito di Alessandro Magno, fautore di importanti innovazioni nel sistema proporzionale e nel rapporto tra la figura e lo spazio, che portarono alla rottura definitiva con l'arte classica e impostarono le nuove problematiche intraprese dall'arte ellenistica. Con Lisippo le proporzioni dei corpi si allungano e affinano e la naturalezza delle posizioni si accentua. 
Altri scultori importanti del periodo furono Skopas, Briasside, Leocare, grande scultore e bronzista che lavorò per Filippo II e per la dinastia macedone. Il più importante monumento del IV secolo a.C. fu senza dubbio il Mausoleo di Alicarnasso, ma nello sviluppo della scultura greca ebbero uguale importanza il tempio di Asclepio a Epidauro e il tempio di Atena Alea a Tegea.

### Periodo ellenistico

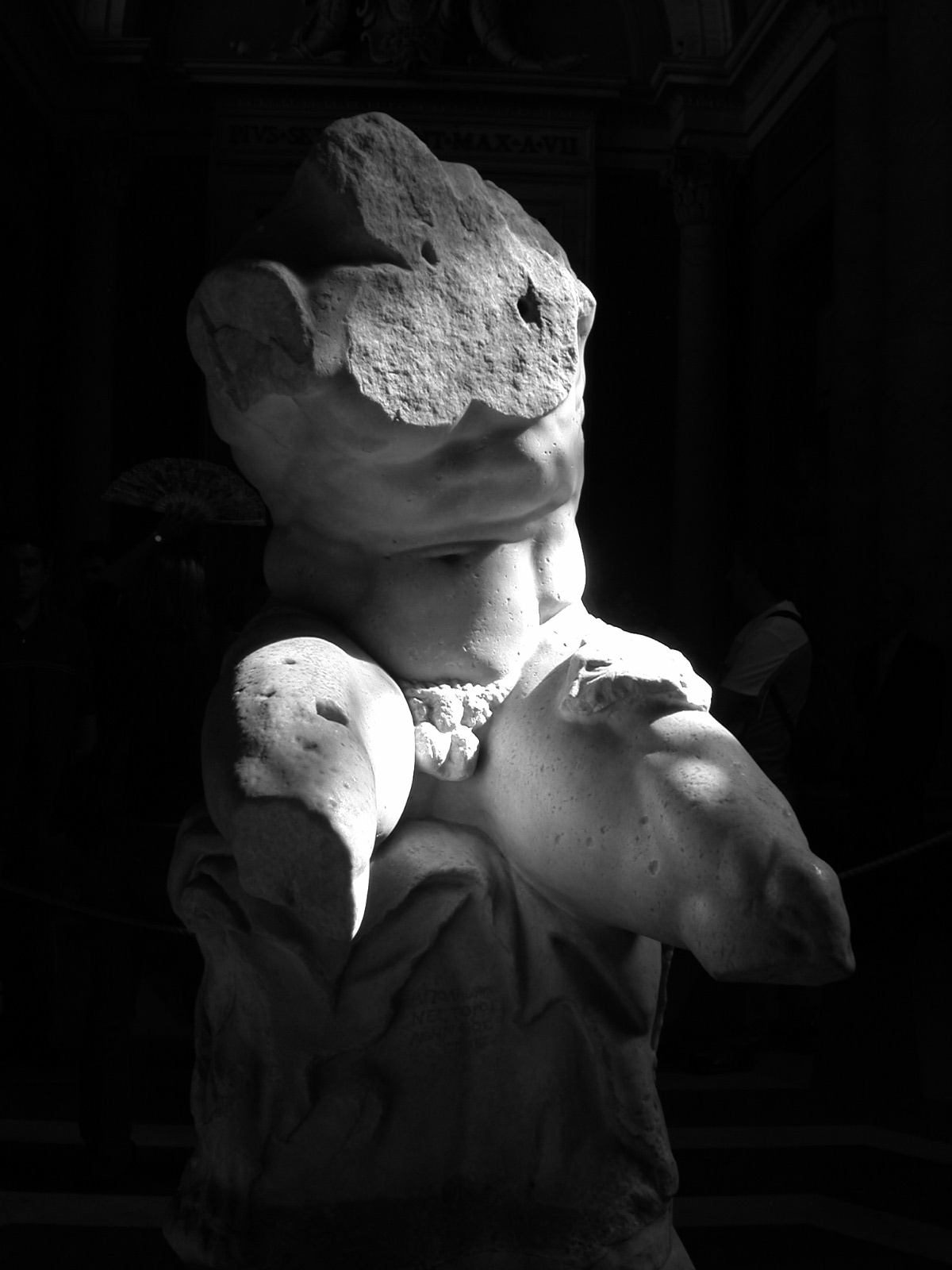
Torso del Belvedere. Museo Pio-Clementino 1192.

La scultura del periodo ellenistico si distingue dal periodo precedente nelle sue manifestazioni più creative con un deciso rinnovamento formale, tematico e contenutistico. Essa non è più riservata a templi e santuari o a celebrazioni pubbliche, ma entra anche in ambito privato, come ricca e prestigiosa decorazione, si vedano ad esempio i ritrovamenti nelle case private di Delo. Viene ricercata la novità nei soggetti e si attinge a raffigurazioni realistiche o di vita quotidiana (la vecchia ubriaca, il fanciullo che gioca con l'oca), trattate con abilità tecnica consumata e rese virtuosistiche dei panneggi.
La scultura propriamente ellenistica si data dal secondo decennio del III secolo a.C., mentre i decenni precedenti, a partire dalla morte di Alessandro Magno sono dominati dai seguaci e dalle scuole di Skopas, Lisippo e Prassitele. Gli allievi di Lisippo in particolare portando avanti la nuova estetica del maestro ebbero grande importanza per l'elaborazione degli aspetti più innovativi della scultura dei nuovi centri artistici; tra le figure più importanti in questo ambito troviamo Eutichide e Carete di Lindo. La fase del medio ellenismo, dalla metà del III secolo a.C. alla metà del II, vede il sorgere dei nuovi centri di elaborazione culturale: Rodi, Alessandria e Pergamo. Quest'ultimo in particolare si caratterizza per la propaganda politica degli Attalidi, attuata attraverso il lavoro di artisti, filosofi e scienziati attratti alla corte pergamena. Tra i nomi più noti del periodo troviamo Epigono a Pergamo e Damofonte ad Atene. L'ultimo periodo ellenistico, dalla metà del I secolo a.C. all'epoca di Augusto, vede l'affermarsi del classicismo, chiamato talvolta neoatticismo, e del neoellenismo, con la riproposizione, talvolta rielaborazione, di opere del periodo classico e delle precedenti fasi ellenistiche, soprattutto in seguito alla domanda proveniente da committenti romani. Uno dei più noti classicisti è Pasitele.
L'abilità tecnica raggiunta viene sfruttata fino ad esiti stilistici caratterizzati da pose tormentate, complesse, e composizioni virtuosistiche, quali il celebre Laocoonte e il noto torso del Belvedere dei Musei Vaticani. Sono queste opere, quelle delle ultime fasi ellenistiche, che saranno ammirate e studiate nel Rinascimento e alle quali si ispirerà Michelangelo. Anche le espressioni dei volti si fanno passionali e tormentate e si hanno con quelli dei sovrani ellenistici, i primi ritratti.